# پیشینه باشگاه فوتبال استقلال تهران (۱۳۸۰–اکنون)

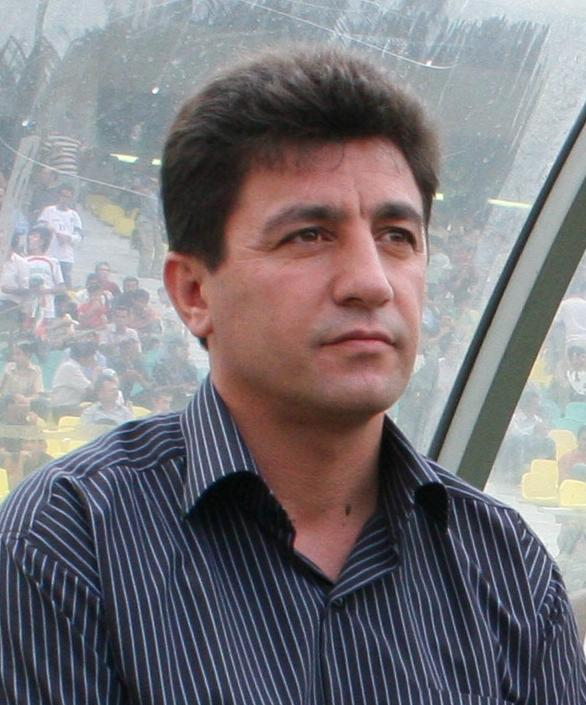
امیر قلعه‌نویی در این دوران در چهار نوبت مختلف و به مدت هفت فصل سرمربی استقلال بود و سه قهرمانی در لیگ و دو قهرمانی در جام حذفی با این تیم به دست آورد

تاریخ باشگاه استقلال از آغاز دهه خورشیدی تا پایان سده ۱۴ام خورشیدی را می‌توان دوران حرفه‌ای شدن باشگاه نام نهاد. از ابتدای فصل ۸۱–۱۳۸۰ لیگ برتر فوتبال ایران آغاز به کار کرد. از ابتدای فصل ۸۲–۱۳۸۱ نیز مسابقات جام باشگاه‌های آسیا با شکل و نام نوینی به نام لیگ قهرمانان آسیا آغاز به کار کرد. مجموع این دو تغییر باعث شدند تا باشگاه فوتبال استقلال نیز با شرکت کردن در مسابقات حرفه‌ای، گام در راه حرفه‌ای شدن بگذارد و یکی از راهکارهای باشگاه برای تحقق این امر در گام نخست استخدام مربی خارجی، رولند کخ و سپس استخدام مربی جوان داخلی، امیر قلعه‌نویی بود.

## پایان مربی‌گری منصور پورحیدری: ۱۳۸۲–۱۳۸۰
شکست استقلال در آخرین هفته اولین دوره مسابقات لیگ برتر ایران به منزله از دست رفتن عنوان قهرمانی و قهرمان شدن رقیب دیرینه بود. چند هفته پیش از آن نیز باشگاه در مرحله نیمه نهایی جام باشگاه‌های آسیا و در ورزشگاه آزادی مغلوب تیم سوون سامسونگ کره جنوبی شده بود. مجموع این ناکامی‌های باعث شدند تا منصور پورحیدری که از ابتدای پیروزی انقلاب در همواره در کنار باشگاه بود مجبور به استعفا شود. امیر قلعه‌نویی مربی جوانی که شاگرد پورحیدری نیز بود به طور موقت جایگزین وی شد تا در بازی برگشت یک چهارم نهایی جام حذفی تیم را رهبری کند. موفقیت وی در این جام باعث شد تا باشگاه حداقل فصل را دست خالی به پایان نرساند و به مسابقات لیگ قهرمانان آسیا فصل بعد نیز راه یابد. دوران موقت مربیگری قلعه‌نویی به زودی به پایان رسید و باشگاه برای فصل مربی آلمانی رولند کخ را برگزید تا وی هدایت تیم را در فصل ۸۲–۱۳۸۱ بر عهده بگیرد.

## دوره نخست قلعه‌نویی: ۱۳۸۵–۱۳۸۲
عدم موفقیت باشگاه در فصل قبل تغییرات گسترده‌ای را در پی داشت، علی فتح‌الله‌زاده بعد از هفت سال مدیریت باشگاه جای خود را به حسین قریب داد و وی در نخستین گام قلعه‌نویی جوان را به باشگاه برگرداند. قلعه‌نویی نیز ابتدا دستیاران جدید خود، صمد مرفاوی و حمید بابازاده را معرفی کرد و سپس دست به تغییرات فراوانی در ترکیب اصلی تیم زد و بازیکنان مسن و پا به سن گذاشته‌ای همچون سیروس دین‌محمدی و علی موسوی را کنار گذاشت و به جوانانی همچون پیروز قربانی و امیرحسین صادقی میدان داد. تیم جوان شده استقلال با مدیریت و مربی نوین فصل را به خوبی آغاز کرد. استقلال سه قهرمانی را در لیگ برتر خلیج فارس  با امیر قلعه نویی تجربه کرده است.